# Osmia ednae
Osmia ednae är en biart som beskrevs av Cockerell 1907. Osmia ednae ingår i släktet murarbin, och familjen buksamlarbin. Inga underarter finns listade i Catalogue of Life.